# Tony Benson
Tony Benson (eigentlich Anthony Charles Benson; * 20. Mai 1942) ist ein ehemaliger australischer Mittel- und Langstreckenläufer.
1969 siegte er bei den Pacific Conference Games über 1500 m.
Bei den Olympischen Spielen 1972 in München schied er über 5000 m im Vorlauf aus.
1972 wurde er Australischer Meister über 5000 m.

## Persönliche Bestzeiten
- 1500 m: 3:41,5 min, 18. März 1971, Melbourne (Zwischenzeit)
- 1 Meile: 3:59,8 min, 18. März 1971, Melbourne
- 2000 m: 5:06,2 min, 11. August 1972, Viareggio
- 3000 m: 7:50,2 min, 2. Januar 1971, Melbourne
- 5000 m: 13:36,2 min, 7. Juli 1971, Stockholm